# Sierra del Perdón
La sierra del Perdón (littéralement « massif du Pardon » en français), ou Erreniaga en basque, est un massif montagneux pré-pyrénéen de la communauté forale de Navarre, dans le Nord de l'Espagne.
Il culmine à 1 036 mètres d'altitude. Il est situé à 10 kilomètres au sud de Pampelune, entre les rivières Arga, Robo, Elorza et entre les communes de Legarda, Belascoáin, Echarri, Cendea de Cizur, Galar.
Le Camino navarro du chemin de Saint-Jacques-de-Compostelle passe par ce massif et le franchit au lieu-dit Alto del Perdón vers 770 mètres d'altitude.

## Pèlerinage de Saint-Jacques-de-Compostelle

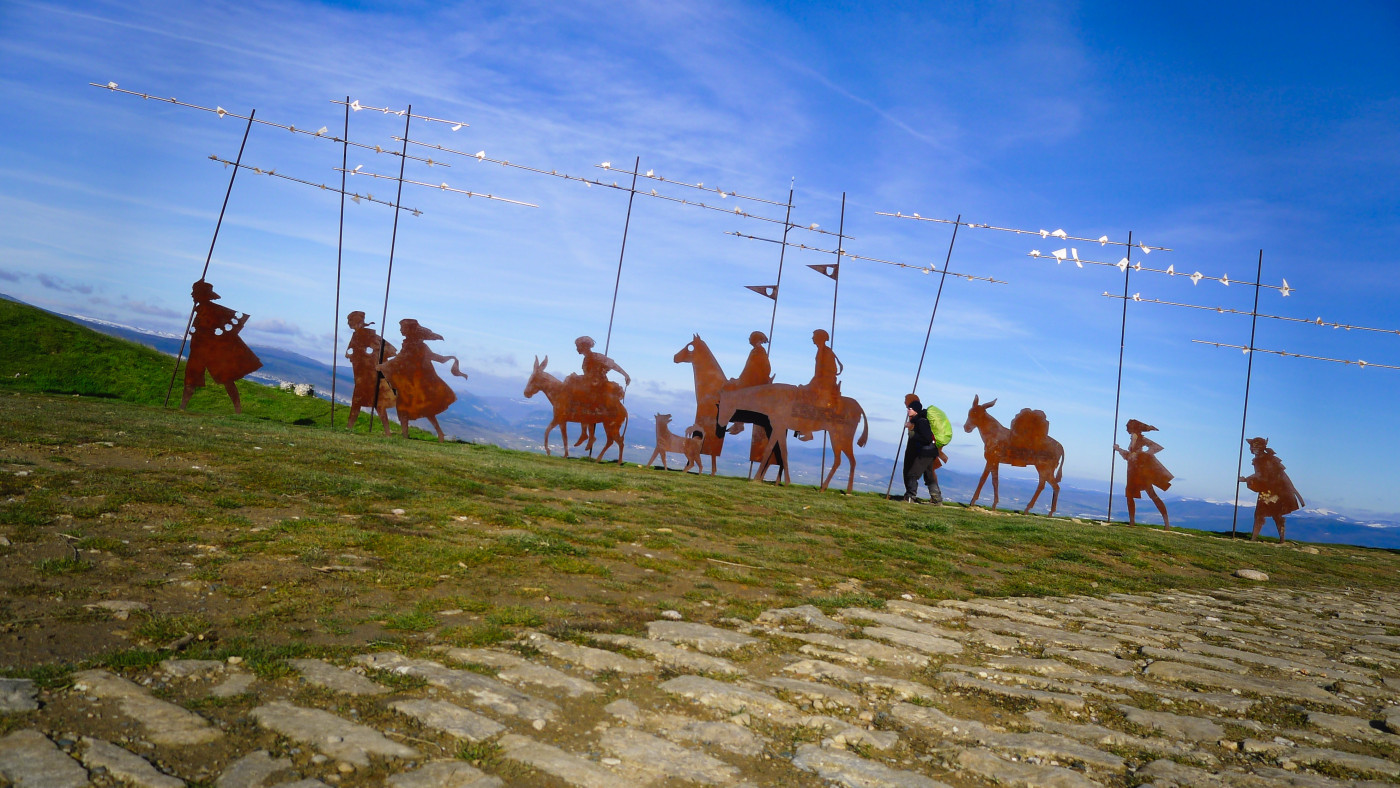
Alto del Perdón.

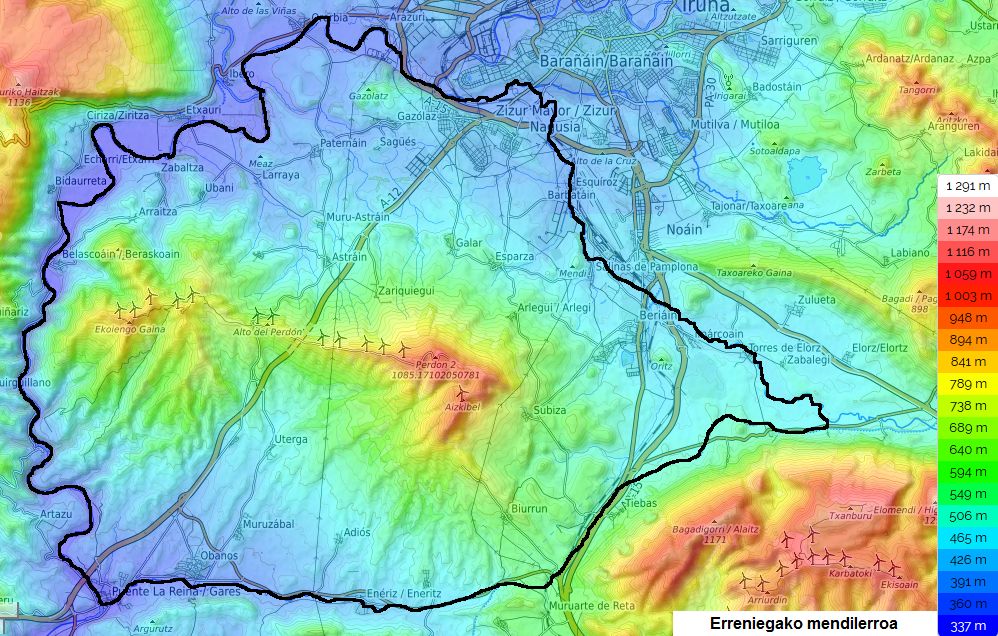
Sierra del Perdón ou Erreniaga.

Le chemin de Saint-Jacques-de-Compostelle franchit ce chaînon montagneux au Alto del Perdón, un col situé vers 770 mètres d'altitude, entre les haltes de Zariquiegui à l'est et Uterga à l'est. Une sculpture monumentale en métal représentant des pèlerins a été édifiée en ce point de passage.

## Activités industrielles
Un champ de quarante éoliennes s'est progressivement installé de 1994 à 2008 sur le massif, contribuant à faire de la Navarre une région pilote dans ce type d'énergie renouvelable. La compagnie qui exploite ces éoliennes a cofinancé la sculpture monumentale édifiée au lieu dit Alto del Perdón, point haut du sentier emprunté par le pèlerinage de Compostelle.

## Sommets
1. Erreniega (1 036 m[1]) 42° 44′ 02″ nord, 1° 42′ 07″ ouest
2. Aizkibel (1 016 m[2]) 42° 43′ 18″ nord, 1° 41′ 38″ ouest
3. Bordatxar (1 002 m[3]) 42° 43′ 41″ nord, 1° 41′ 11″ ouest
4. Ekoiengo Gaina (924 m[4]) 42° 44′ 30″ nord, 1° 48′ 28″ ouest
5. San Esteban (887 m[5]) 42° 44′ 45″ nord, 1° 48′ 02″ ouest
6. Aritzdigorri (874 m[6]) 42° 44′ 37″ nord, 1° 49′ 02″ ouest
7. Kalaberagain (845 m[7]) 42° 44′ 38″ nord, 1° 47′ 24″ ouest
8. Ertxubia (798 m[8]) 42° 45′ 05″ nord, 1° 47′ 01″ ouest
9. Elzate (771 m[9]) 42° 44′ 47″ nord, 1° 46′ 46″ ouest
10. Zulozar (759 m[10]) 42° 45′ 36″ nord, 1° 48′ 43″ ouest
11. Alto de San Cristóbal (667 m[11]) 42° 41′ 39″ nord, 1° 40′ 32″ ouest
12. Alto del Cascajo (625 m[12]) 42° 41′ 58″ nord, 1° 40′ 14″ ouest
13. Alto del Monte (551 m[13]) 42° 43′ 43″ nord, 1° 38′ 59″ ouest
14. Martxamendi (549 m[14]) 42° 46′ 32″ nord, 1° 47′ 12″ ouest
15. Sansol (533 m[15]) 42° 46′ 03″ nord, 1° 44′ 41″ ouest
16. Biribilleta (526 m[16]) 42° 46′ 20″ nord, 1° 48′ 07″ ouest
17. Meaz (513 m[17]) 42° 46′ 59″ nord, 1° 45′ 47″ ouest
18. San Jorge (513 m[18]) 42° 45′ 54″ nord, 1° 45′ 10″ ouest
19. Santa Eulalia (513 m[19]) 42° 46′ 16″ nord, 1° 44′ 51″ ouest